# زوائد (حديث)
الزوائد هو أحد أقسام علم الحديث، ويهتم بالأحاديث الزائدة من كتاب لآخر في شيءٍ منها. فلا يقتصر الأمر على متن الحديث، بل ربما على سنده. وقد اهتم المسلمون بها تبعًا لاهتمامهم بعلم الحديث عمومًا، وتعقبهم لآثار النبي ﷺ وتحريهم الدقة في الأحاديث، متنًا وسندًا، مما أدى إلى نشوء هذا العلم.

## تعريف
لغويًا: الزوائد جمع زائدة، وهي مؤنث زائد، وهو ما زاد عن الشيء، والزيادة النمو والاتساع، وزاد الشيء إذا نما واتسع فوق ما كان عليه، وأصل الزيادة الفضل والكثرة. يقال: زاد الشيء يزيد فهو زائدٌ، أي كثر. وضدها النقصان.
اصطلاحيًا: الزوائد نوعٌ من تصنيف كتب الحديث، وهي الكتب التي تُعنى بجمع الأحاديث التي يزيد بها كتابٌ معين عن كتابٍ آخر، أو كتبٍ أخرى، كالأحاديث الواردة في المسانيد والمعاجم، ولم ترد في الكتب الستة، ويُستفاد من الزوائد في التصحيح أو التحسين، وأيضًا في تيسير الوصول إلى الأحاديث النبوية التي لا توجد في الكتب المشهورة.

## أهمية علم الزوائد
تكمن أهمية علم الزوائد في:
1. حفظ المصنفات من الفقدان والضياع، وقد حصل هذا بالفعل، فقد ساهمت في حفظ مسانيد مفقودة، مثل مسند العدني، ومسند الحارث بن أبي أسامة، ومسند أبي يعلى (الرواية الطويلة)، ومسند أحمد بن منيع.
2. تحديد مراتب ودرجة الأحاديث الزوائد، وذلك ما فعله البوصيري وابن حجر.
3. زيادة معرفة الصحابة رواة الحديث الواحد.
4. معرفة الأحاديث الموقوفة إن كانت مرفوعة في الكتاب المزاد عليه.
5. معرفة الأحاديث الموصولة إن كانت مرسلةً في الكتاب المزاد عليه.
6. معرفة المتون الزائدة التي لم يكن لها ذكر في الكتاب المزاد عليه.
7. معرفة بعض الأمور المبهمة في الحديث المزاد عليه، من أسماء وأعداد.
8. معرفة سبب ذكر الحديث.
9. الحكم على الألفاظ المختلفة.
10. بيان النقص الوارد في بعض الروايات.
11. بيان الاختلاف الوارد في المتون.

## منهج كتب الزوائد
- تشترك كتب الزوائد في المنهج بـ 3 شروط، يجب أن يحقق الحديث أحدها:[3]

1. يكون متن الحديث بلفظ أو بمعنى الحديث الأصلي، ولم يخرج في الكتب الستة أو بعضها، لا من حديث الصحابي الذي رواه ولا من غيره.
2. متن الحديث يكون بلفظ أو بمعنى الحديث الأصلي، وقد خُرِّجَ في الكتب الستة أو بعضها، ولكن ليس من حديث الصحابي الراوي له عند صاحب الكتاب، إنما عند صحابي آخر.
3. متن الحديث يكون بلفظ أو بمعنى الحديث الأصلي، وقد خرجه أصحاب الكتب الستة، أو بعضهم، والصحابي الراوي له واحد، إلا أن السياق مختلف، أو فيه زيادة مؤثرة في الحديث، ويلحق به أن يكون عندهم أو عند بعضهم مختصرًا.

- ويضاف للمنهج المتبع في كتب الزوائد:[4]

1. ترتيب الأحاديث على الأبواب الفقهية.
2. عدم اشتراط صحة الإسناد عند احتساب الحديث من الزوائد. حتى اعتبروا المرسل والموقوف والمقطوع منها.

وفي غير هذا لكلٍ منهجه.

## أمثلة من كتب الزوائد
أشهر الأمثلة على كتب الزوائد:
1. المستدرك على الصحيحين، للحاكم. رغم عدم تعريف ككتاب زوائد، إلا أنه كذلك، وهو أول كتاب في الزوائد، حيث أخرج أحاديث ليست عند الشيخين أو أحدهما، بل زائدة عليها.[6]
2. أهم الأمثلة على كتب الزوائد هو كتاب «مجمع الزوائد ومنبع الفوائد» لمؤلفه نور الدين الهيثمي وجمع فيه زوائد كل كتابٍ على حدة.
3. «المطالب العالية بزوائد المسانيد الثمانية». لمؤلفه ابن حجر العسقلاني.
4. «إتحاف السادة المهرة بزوائد المسانيد العشرة» لمؤلفه شهاب الدين أحمد بن أبي بكر بن إسماعيل بن سليم البوصيري.
5. «زوائد سنن ابن ماجة على الكتب الخمسة»، وقام بتأليفه أيضًا شهاب الدين البوصيري.
6. «فوائد المنتقى لزوائد البيهقي» وقد جمع فيه مؤلف زوائد السنن الكبرى للبيهقي على الكتب الستة، وهو أيضًا لشهاب الدين البوصيري.
7. «موارد الظمآن إلى زوائد ابن حبان» لمؤلفه نور الدين الهيثمي.
8. «كشف الأستار في زوائد مسند البزار»، ويسمى أيضًا بـ «البحر الزخار»، قام بتأليفه الحافظ أبو بكر البزار.
9. «المقصد الأرشد في زوائد مسند الإمام أحمد».
10. «البدر المنير في زوائد المعجم الكبير»، وهو للطبراني.
11. «القول العلي في زوائد مسند أبي يعلى الموصلي».
12. «زوائد ابن حبان على الصحيحين» لمؤلفه مغلطاي بن قليج الحنفي.[7]

وهنالك غيرها الكثير.